# دریای داخلی ستو

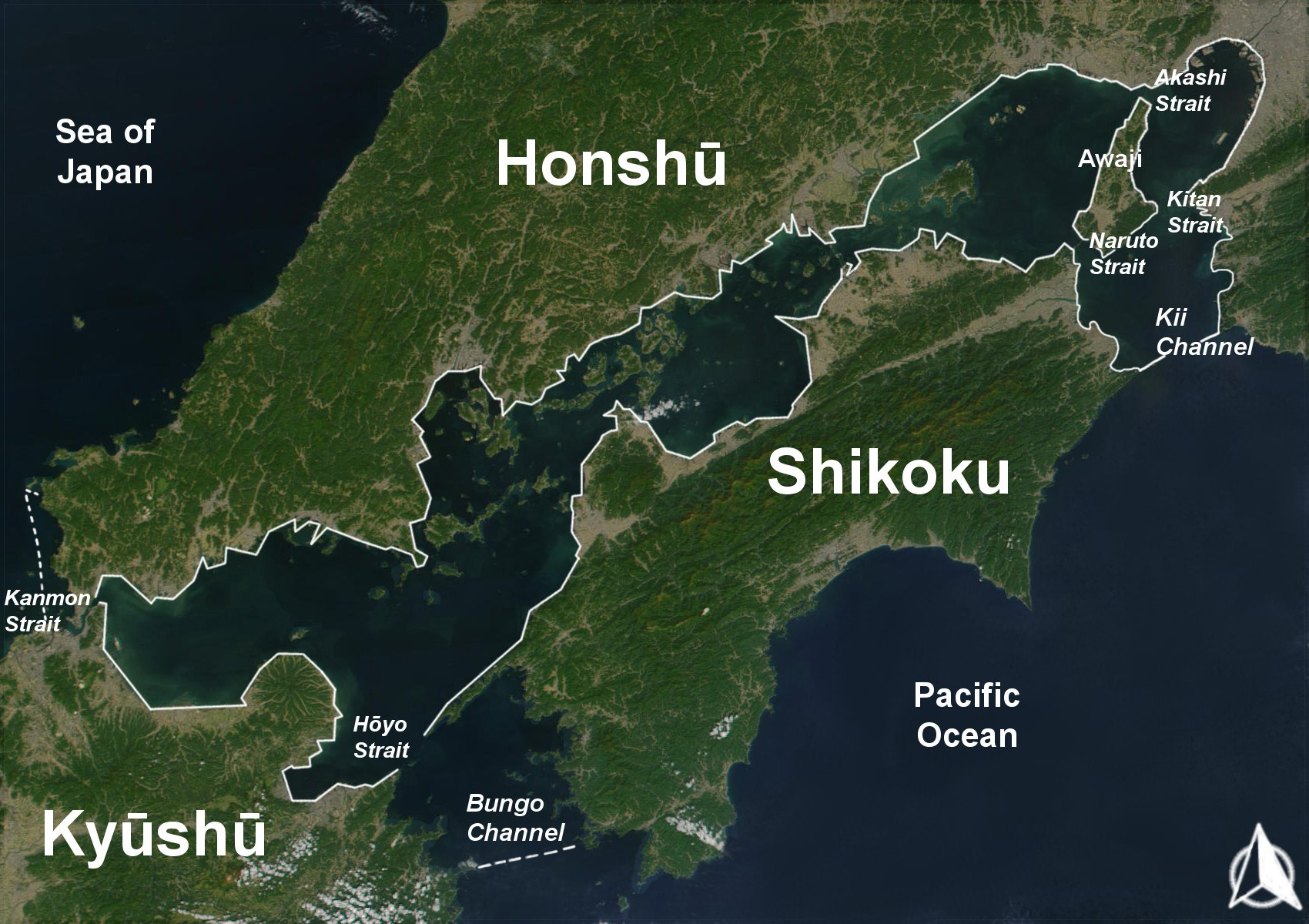
موقعیت دریای سِه.توْ و تنگه‌ها و جزایر اطراف آن

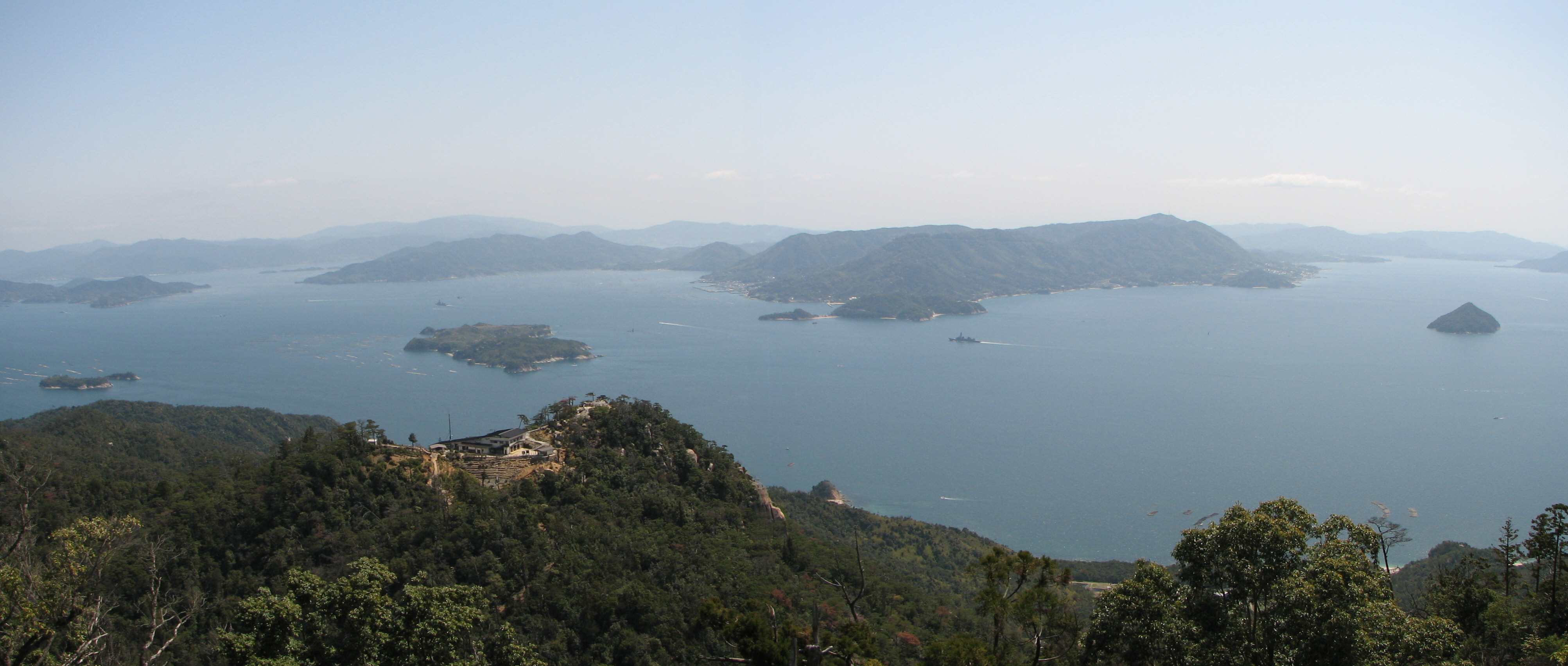
نمایی از دریای ستو از جزیرهٔ میاجیما

دریای درونی سِه.توْ یا به اختصار دریای درونی (به ژاپنی: 瀬戸内海، Seto Naikai) بخشی از آب‌های اقیانوس آرام در جنوب ژاپن است که در میان جزیره‌های هونشو، شیکوکو و کیوشو واقع گردیده است. مساحت آن در حدود ۹٬۵۱۰ کیلومترمربع بوده و طول شرق تا غرب آن پیرامون ۴۴۰ کیلومتر است. این دریا از طریق تنگه‌ای کوچک به دریای ژاپن می‌پیوندد و تنگه‌های بونگو و کی آن را به دریای فیلیپین و اقیانوس آرام متصل می‌سازد. هم چنین آبراه باریک شیمونوسکی در غربی‌ترین نقطهٔ این دریا آن را به دریای چین شرقی مرتبط می‌سازد.
دریای درونی سِه.توْ دریایی کم‌عمق است و ۹۵۰ جزیره را شامل می‌شود که بزرگترین آن‌ها جزیره آواجی است. این دریا هم چنین دارای پنج حوضهٔ آبریز جداگانه است که توسط کانال‌هایی به یک دیگر پیوند خورده‌اند. آب‌های دریای سِه.توْ توانایی کشتیرانی دارد و شهرهای پرجمعیت ساحلی آن بخشی از مهم‌ترین کمربند صنعتی ژاپن را شکل می‌دهند. بسیاری از بنادر بزرگ ژاپن ازجمله بندرهای اوزاکا، کوبه و هیروشیما در این نقطه واقعند. تجارت و ماهیگیری و همچنین وجود مرکز تجاری اوساکا-کوبه باعث رونق این بندرها شده‌است. همچنین شهرهای ساحلی این دریا تا پیش از جنگ جهانی دوم که صنعتی‌شدن اهمیت بیشتری یافت، پیشروی تولید نمک در ژاپن بودند.
دریای سِه.توْ هم چنین برای زیبایی مناظرش شهره است و پارک ملی دریای درونی سِه.توْ نیز در این منطقه واقع است به وسعت ۶۶۰ کیلومترمربع که در سال ۱۹۳۴ میلادی پایه‌گذاری شد و در حدود ۶۰۰ جزیره و بخش‌های ساحلی را در بر می‌گیرد .